# Leo Smith (compositeur)
Leo Joseph Leopold Smith (Birmingham, Royaume-Uni, 26 novembre 1881 – Toronto, Canada, 18 avril 1952) est un violoncelliste et compositeur canadien d'origine anglaise.

## Biographie
Né en 1881, Leo Smith est déjà remarqué à l'âge de huit ans alors qu'il se produit à l'hôtel de ville de Birmingham. D'abord enseigné par W.H. Priestley et Carl Fuchs, il poursuit sa formation au Royal Manchester College of Music.
Il obtient un baccalauréat en musique à l'Université de Manchester en 1902.
Il arrive à Toronto (Ontario) en 1910 et devient presque aussitôt membre de l'Orchestre symphonique de Toronto. À l'automne 1911, il est nommé professeur au Conservatoire royal de musique.

## Carrière

### comme violoncelliste
De 1932 à 1940, Smith est violoncelle solo de l'Orchestre symphonique de Toronto. Il occupe également ce poste au Toronto Philharmonic Orchestra (en) de 1938 à 1940.

### comme compositeur et enseignant
Désirant inclure un style canadien dans ses compositions, Smith adapte, arrange et incorpore différents styles tels que les chants amérindiens, le folklore canadien, des airs de violoneux québécois ou des couplets de poèmes canadiens.
De 1927 à 1950, Smith enseigne à l'Université de Toronto. Parmi ses élèves, on compte Louis Applebaum, John Beckwith (en), Keith Bissell (en), Howard Brown (en) et Kenneth Peacock. Il est également l'auteur de trois manuels.